# Waldegrave

Stemma araldica della famiglia Waldegrave: Partito d'argento e di rosso.

Waldegrave è una famiglia inglese, che ha posseduto il maniero di Smallbridge, a Bures St. Mary, nel Suffolk.

## Storia
Sir Richard Waldegrave servì come cavaliere nel 1339 per la contea nel Lincolnshire. Si sposò Agnes Daubeny ed ebbero un figlio, Sir Richard Waldegrave.
Sir Richard Waldegrave (?-2 maggio 1401), è stato un deputato per Lincolnshire nel 1335, e il presidente della Camera dei Comuni durante il regno di re Riccardo II. Suo figlio, Sir Richard Waldegrave (?-2 maggio 1434), è stato il vincitore del Conquet e l'Isola di Ré, in Bretagna, nel 1402.
Sir William Waldegrave (1415-1461), sposò Joane Doreward ed ebbero avuto due figli: Sir Thomas Waldegrave e Richard Waldegrave.
Uno dei discendenti di Sir Richard era Sir Edward Waldegrave (1517-1º settembre 1561), che fu imprigionato durante il regno di re Edoardo VI per la sua fedeltà alla principessa, poi regina Maria I. Durante il regno di Maria I fu nominato cavaliere e ricevette il maniero di Chewton, nel Somerset, oggi residenza del conte Waldegrave. Fu membro del parlamento e cancelliere del Ducato di Lancaster. Dopo la morte di Maria I venne prigioniero nella Torre di Londra, quando morì il 1º settembre 1561.
Un suo discendente, Sir Edward Waldegrave, è stato creato baronetto nel 1643 per i suoi servizi al re Carlo I, e il suo discendente, Sir Henry Waldegrave (1661-24 gennaio 1689), è stato creato barone Waldegrave nel 1686. Sir Henry sposò Henrietta FitzJames (1667-3 aprile 1730), figlia di re Giacomo II e della sua amante Arabella Churchill, ed ebbero un figlio James Waldegrave, I conte Waldegrave (1684-1741).
Educato in Francia, James Waldegrave presto ritornò in Inghilterra, e sotto il re Giorgio I prese il suo posto come barone Waldegrave nella Camera dei lord. Dopo aver fatto amicizia con Sir Robert Walpole, fu inviato a Parigi come ambasciatore straordinario (1725 e 1727-1730) è stato ambasciatore britannico a Vienna. Nel 1729 fu creato visconte Chewton e conte Waldegrave, e nel 1730 riuscì Sir Horatio Walpole come ambasciatore a Parigi. Morì nell'aprile del 1741. Gran parte della sua corrispondenza diplomatica è al British Museum.
Suo figlio James (1715-1763) è stato forse il più intimo amico del re Giorgio II, ed è stato per un tempo governatore di suo nipote, il futuro re Giorgio III. Morì il 28 aprile 1763, lasciando alcune memorie preziose e interessanti, che sono state pubblicate nel 1821.
Suo fratello John (1718-1784) era un soldato, che si è distinto soprattutto alla battaglia di Minden e divenne generale nel 1772. Fu membro del parlamento dal 1747 al 1763.
Il figlio più giovane, William (1753-1825), entrò nella marina britannica nel 1766, e partecipò alla battaglia di Capo San Vincenzo, nel 1797. Nel 1800 fu creato barone Radstock, nel Parìa d'Irlanda, e nel 1802 divenne un ammiraglio. Suo figlio, George Granville (1786-1857), seguì le orme del padre e fu nominato vice ammiraglio nel 1851. Nel 1857 suo figlio, Granville Augusto William (1833-1913), divenne III barone Radstock.
Nel 1797 il VI conte ereditò da Horace Walpole la sua famosa residenza, Strawberry Hill, Twickenham, ma suo figlio, George Edward (1816-1846), fu obbligato nel 1842 a vendere. Sua moglie, Frances, contessa Waldegrave (1821-1879), figlia del cantante John Braham, è stata una figura di spicco nella società.
Al VII conte succedette suo zio William (1788-1859), figlio del IV conte, e nel 1859 il nipote di William, William Frederick (1851-1930), divenne il IX Conte.